# Mjøndalen IF
Mjøndalen IF, bildad 22 augusti 1910, är en idrottsförening i Mjøndalen, Norge, som haft framgångar i bandy och fotboll.

## Bandy
Inför säsongen 1924/1925 startade klubben bandyverksamhet, först med sjumannalag men från 1929 med elvamannalag. Bandylaget blev norska mästare 14 gånger mellan 1930 och 2005.

## Fotboll
I fotboll blev man norska cupmästare för herrar åren 1933, 1934 och 1937. Senast 1992 spelade man i Norges högsta division Tippeligaen, och 1996 i den näst högsta (som 2005 fick namnet Adeccoligan). Från 1999 befann man sig i Norges fjärde högsta division, men inför 2007 hade man återigen nått tredje divisionen. Under 2008 har laget åter spelat i Adeccoligan. År 2014 vann Mjøndalen i kvalet mot Brann och blev därmed klart för Tippeligan år 2015.